# 孙华璞
孙华璞（1956年11月—），男，汉族，山东聊城人，中华人民共和国政治人物、法官。

## 生平
毕业于华东政法学院刑法专业。加入中国共产党。2000年9月，担任最高人民法院民事审判第二庭副庭长。2002年2月，任最高人民法院民事审判第一庭副庭长。2003年4月，任最高人民法院民事审判第一庭庭长。2004年，任最高人民法院审判监督庭庭长、审判委员会委员。2005年7月—2007年12月，担任最高人民法院办公厅主任。2008年，担任贵州省高级人民法院党组书记、院长。2015年，任最高人民法院党组成员、最高人民法院审判委员会委员。2013年，担任全国人大代表。2020年4月，不再担任最高人民法院党组成员、审判委员会委员。